# Halové mistrovství Evropy v atletice 2007 – běh na 400 metrů žen
Běh na 400 metrů žen na halovém ME 2007 se uskutečnil ve dnech 2. a 3. března v hale National Indoor Arena (The NIA) v britském Birminghamu. Titul vybojovala Britka Nicola Sandersová, jež zvítězila výkonem 50,02 s. Tímto časem vytvořila dosud platný britský halový rekord.

## Finálové výsledky
| Umístění         | Jméno               | Národnost          | Výsledek | Poznámka |
| ---------------- | ------------------- | ------------------ | -------- | -------- |
| Zlatá medaile    | Nicola Sandersová   | Spojené království | 50,02 s  | NR       |
| Stříbrná medaile | Ilona Usovičová     | Bělorusko          | 51,00 s  | PB       |
| Bronzová medaile | Olesja Zykinová     | Rusko              | 51,69 s  | SB       |
| 4.               | Angela Moroșanuová  | Rumunsko           | 51,93 s  | PB       |
| 5.               | Taťjana Veškurovová | Rusko              | 51,96 s  |          |
| 6.               | Grażyna Prokopeková | Polsko             | 52,86 s  |          |

Poznámka: NR = národní rekord, PB = osobní rekord, SB = výkon sezóny